# Brycon guatemalensis
Brycon guatemalensis és una espècie de peix de la família dels caràcids i de l'ordre dels caraciformes.

## Morfologia
- Els mascles poden assolir 59 cm de llargària total i 4.320 g de pes.[4]

## Alimentació
Els individus joves mengen insectes aquàtics i terrestres, fulles, fruits i llavors, però esdevenen principalment herbívors en arribar a adults.

## Hàbitat
Viu en zones de clima tropical entre 21 °C - 34 °C de temperatura.

## Distribució geogràfica
Es troba a Centreamèrica: vessant atlàntic des del riu Grijalva (Mèxic) fins a l'est de Panamà, i vessant pacífic (conca del riu Choluteca a Hondures).